# Nghịch chiến sinh tử
Tawan Tud Burapha (tiếng Thái: ตะวันตัดบูรพา; tiếng Việt: Ngã rẽ định mệnh / Nghịch chiến sinh tử) là bộ phim truyền hình Thái Lan phát sóng năm 2015. Bộ phim là phiên bản làm lại cùng tên năm 2001 (vai chính bởi Saksit Tangtong và Jesdaporn Pholdee). Bộ phim phát sóng trên kênh OneHD 31.

## Nội dung
Tawan (Pong) và Burapa (Son) là anh em ruột, và là con trai của một cảnh sát nổi tiếng. Họ đang rất thân thiết. Burapa theo nghiệp boxing, trong khi Tawan muốn tiếp bước cha mình để trở thành một cảnh sát. Họ vừa đi ra khỏi phòng tắm và nghe thấy một tiếng súng nên đi xem chuyện gì đang xảy ra. Kết quả là họ đã chứng kiến một vụ giết người, Tawan đã không do dự để làm điều đúng. Burapa biết rằng những kẻ xấu sẽ không bỏ qua cho gia đình mình nếu Tawan tóm một trong các thủ phạm, do đó anh đã xin Tawan đừng làm chứng nhưng bản năng của người cảnh sát khiến Tawan biết rằng anh phải thực thi pháp luật, do đó cuộc xung đột bắt đầu.
Trong bữa tiệc sinh nhật của bố và ông đang thổi nến, thì có những tay súng bên ngoài cửa nhà họ. Burapa bị bắn, nhưng mẹ anh đã nhảy trước mặt anh và nhận lấy viên đạn thay anh. Người mẹ đã qua đời trong vòng tay của Burapa. Burapa tràn đầy tức giận, nhặt một khẩu súng và đuổi theo kẻ đã bắn chết mẹ mình và bắt chết chúng. Tawan đi theo em trai và đã bị sốc nặng khi chứng kiến cảnh đó. Trong khoảnh khắc, hai anh em chỉ đứng đó và nhìn chằm chằm vào nhau, như thể họ bị đóng khung và chia cắt mãi mãi. Cuối cùng, Burapa biết rằng anh phải rời khỏi hiện trường trước khi cảnh sát đến nhưng Tawan đã ngăn cản em trai mặc cho Burapa năn nỉ. Sau đó Burapa bị kết án năm năm tù và đổ lỗi cho anh trai của mình. Nếu Tawan nghe anh không làm chứng thì mọi việc đã không xảy ra. Trong tù, Burapa kết bạn với một số giang hồ được một đại ca xã hội đen để mắt tới.
Bốn năm sau, Tawan gia nhập lực lượng cảnh sát và làm việc chăm chỉ để có được thành tích. Anh viết cho Burapa hàng ngày, nhưng Burapa chưa bao giờ trả lời anh thậm chí không đọc và đã ném chúng vào một hộp. Burapa được đề nghị gia nhập xã hội đen trong khi Tawan đã được giao cho phụ trách một lực lượng cảnh sát và chăm sóc cha bị liệt của mình. Bốn năm đã trôi qua và Burapa cải tạo tốt trong tù, vì vậy họ quyết định đưa anh ta vào một chương trình ân xá. Tawan và bố đã thực sự hạnh phúc khi nghe được tin này.
Khi Burapa đang làm việc trên một hệ thống đường ống dẫn nước bên cạnh một phòng trưng bày nghệ thuật, anh tình cờ chạm mặt Preecha, một cô gái xinh đẹp, là người sưu tập tranh. Còn về Tawan, trong một lần đuổi theo một tên trộm, anh vô tình phát hiện ra đó là một cô gái tên Joe. Nữ trộm đã cầu xin Tawan thả cô đi, khiến anh nhớ lại Burapa ngày xưa cũng từng xin anh như vậy và lần này Tawan đã để Joe đi trước khi đồng sự của anh đuổi đến.
Burapa bây giờ đã ra tù, nhưng anh không muốn về nhà và cùng một người bạn đi tìm một công việc. Họ làm trong một quán bar thuộc sở hữu của một người bạn cũ của đại ca xã hội đen Burapa gặp trong nhà tù. Burapa đi ra ngoài với một trong những nhân viên và nhìn thấy một người nào đó di chuyển tác phẩm nghệ thuật và đã giúp đỡ cô. Người phụ nữ đó là Preecha. Khi đồng nghiệp của Burapa trở lại, hắn đã cố gắng tán tỉnh Preecha. Cô từ chối nên Burapa và các đồng nghiệp đã đánh nhau để rồi kết thúc ở đồn cảnh sát. Tất cả mọi thứ được thu xếp gọn ghẽ nhưng ông chủ Burapa đã nuôi một mối thù với anh.
Burapa và Preecha có một mối quan hệ tình yêu còn Joe cũng phát triển tình cảm với Tawan và đã giúp tìm kiếm thông tin về Burapa. Tawan cố gắng làm mọi thứ để em trai trở thành người tốt hơn. Burapa cũng yêu quý anh trai của mình, nhưng không thể tha thứ những gì Tawan đã làm. Dù vậy Burapa vẫn bi mật bảo vệ Tawan khi anh phát hiện anh trai mình gặp nguy hiểm và điều này khiến cho mối quan hệ của anh và Tawan có nguy cơ bị lộ.
Burapa sẽ trở thành thủ lĩnh mới khi thủ lĩnh cũ của một nhóm đã bị giết chết nhưng anh quyết định rằng đã đến lúc anh phải ra đi. Burapa muốn cùng Preecha đi đến Singapore, và không bao giờ được nghe từ một lần nữa. Tawan đã cho người theo dõi Preecha vì an toàn của cô nên phát hiện ra nơi Burapa đến và đưa Preecha bỏ trốn. Tawan đã đuổi theo để bắt họ. Lúc này Tawan và Burapa đều chĩa mũi súng vào đầu của nhau. Họ tranh cãi cho đến khi đi tới xe của Burapa và gặp kẻ thù ở đây. Burapa và Tawan đã có một cuộc đấu tay đôi với chúng. Cuối cùng Preecha đã bị bắn.
Họ đưa cô đến bệnh viện, và sau đó Burapa tìm thấy một nơi để họ ở lại qua đêm trong khi họ chờ đợi tàu đến Singapore vào buổi sáng. Burapa còng tay Tawan để một cái giường và đi ra ngoài và khi Burapa quay lại thì những kẻ xấu đã tìm thấy họ. Khi họ bắn vào nhau, có kẻ ném một số loại bột vào khuôn mặt của Tawan và anh không thể nhìn thấy, anh yêu cầu Burapa đi lấy xe. Trong khi Burapa đi, Tawan đã cho Preecha biết tình cảm của mình về em trai và gửi gắm Burapa cho Preecha sau đó một mình ở lại chống đỡ kẻ thù. Trong xe, Preecha đã khóc và nói cho Burapa mọi chuyện nên Burapa nhanh chóng quay xe lại và đi để giúp đỡ anh trai mình. Khi họ chạy thoát được đến bến cảng và chờ thuyền thì Burapa đã nói với Tawan rằng anh tha thứ cho Tawan. Họ ôm nhau nhưng hết kẻ xấu rồi đến cảnh sát ập đến. Burapa không muốn lại vào tù nên không đầu hàng và Tawan tự tay bắn để chiếc xe và Burapa nổ tung.
Một vài tuần trôi qua và Preecha đã đi nhiều nơi trên một chiếc thuyền. Khi đang suy nghĩ mông lung, cô quay lại và thấy Burapa. Họ chạy vào vòng tay của nhau và ôm nhau. Lúc trước khi Tawan bắn chiếc xe, Burapa đã thực sự đã nhảy xuống nước. Đó là kế hoạch của Tawan. Tawan cũng trở về nhà với Joe chào hỏi anh như một cô em gái. Anh kiểm tra thư và đã có một lá thư từ Burapa và Preecha. Cũng có bức hình ảnh của họ với nhau với vài lời đơn giản là nói lời cảm ơn và gọi Tawan là "P'Chai". Tawan đã cho cha mình xem và ông rằng anh đã làm đúng.

## Diễn viên
- Nawat Kulrattanarak vai Tawanchai "Tawan" Pongpitak
- Yuke Songpaisan vai Burapha Pongpitak
- Jintanutda Lummakanon vai Preecha
- Monchanok Saengchaipiangpen vai Joe
- Arnuttaphol Sirichomsaeng vai Chatchai
- Phitchanat Sakhakon vai Jermchat
- Sorapong Chatree vai Ja Wes Pongpitak (sgt. Wes) (bố Tawan, Burapha)
- Billy Ogan vai Kieng
- Santisuk Promsiri vai Sia Charoen (tycoon Charoen)
- Puri Hiranprueck vai Tat
- Akarat Nimitchai vai Mu Suea (Pol. Cpl. Suea)
- Aisoon Maidarn vai Long Boramee
- Paramej Noiam vai Meta
- Tee Doksadao vai Bunsong
- Supranee Jayrinpon vai Paga (mẹ Tawan, Burapha)
- Jirawat Wachirasarunpat vai Huachak
- Akarin Akaranithimetrad vai Searm
- Kongkiat Khomsiri vai [Agent]

## Ca khúc nhạc phim
- "Everyone has its own way" (ทางใครทางมัน / Tahng Krai Tahng Mun) - Chirasak "Maew" Panphum
- "Sorry" (ขอโทษ / Kor Toht) - Dome Jaruwat Cheawaram

## Giải thưởng và đề cử
| Year | Giải               | Hạng mục            | Đề cử                                    | Kết quả |
| ---- | ------------------ | ------------------- | ---------------------------------------- | ------- |
| 2015 | 7rd Nataraj Awards | Best Cinematography | Kongkiat Khomsiri & Phya Nimcharoenphong | Đề cử   |
| 2015 | 7rd Nataraj Awards | Best Actor          | Nawat Kulrattanarak                      | Đề cử   |